# 八坂神社 (新上五島町友住郷)
八坂神社（やさかじんじゃ）は、長崎県新上五島町友住郷に鎮座する神社である。同郷の小高い山の頂上付近に鎮座し、麓の住宅地には下社がある。

## 祭神
素盞男神を主祭神に、大物主神、金山彦神、事代主神、 大山祇神の4柱を配祀する。
配祀神中の大物主神・金山彦神は金刀比羅神社の、事代主神は白峯神社の、大山祇神は大山神社の祭神である。

## 歴史
創建年代、及び由緒等は不詳。

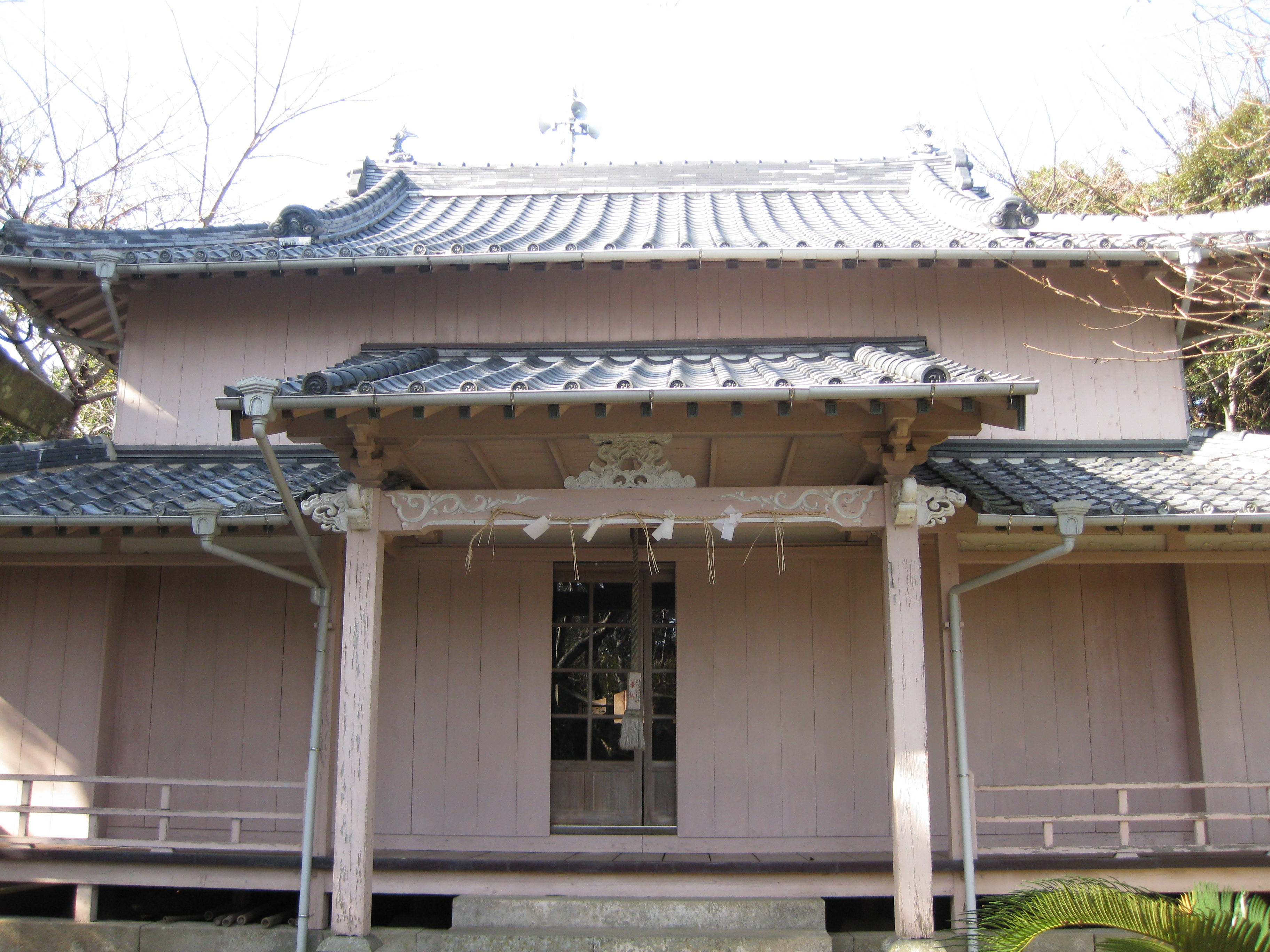
社殿

明治7年（1874年）5月5日、無格社に列せられる。明治41年（1908年）12月4日、同郷鎮座の金刀比羅神社を合祀。また、年代は不詳だが同郷の白峯神社・大山神社も合祀された。

## 祭祀
11月2、3日の例祭には有川神楽が奉納される。有川神楽は国の選択無形民俗文化財にも選択された五島神楽に含まれる。
主な祭礼・神事
- 祈年祭（2月18日）
- 例大祭（11月2、3日）
- 新嘗祭（11月29日）

## 境内社

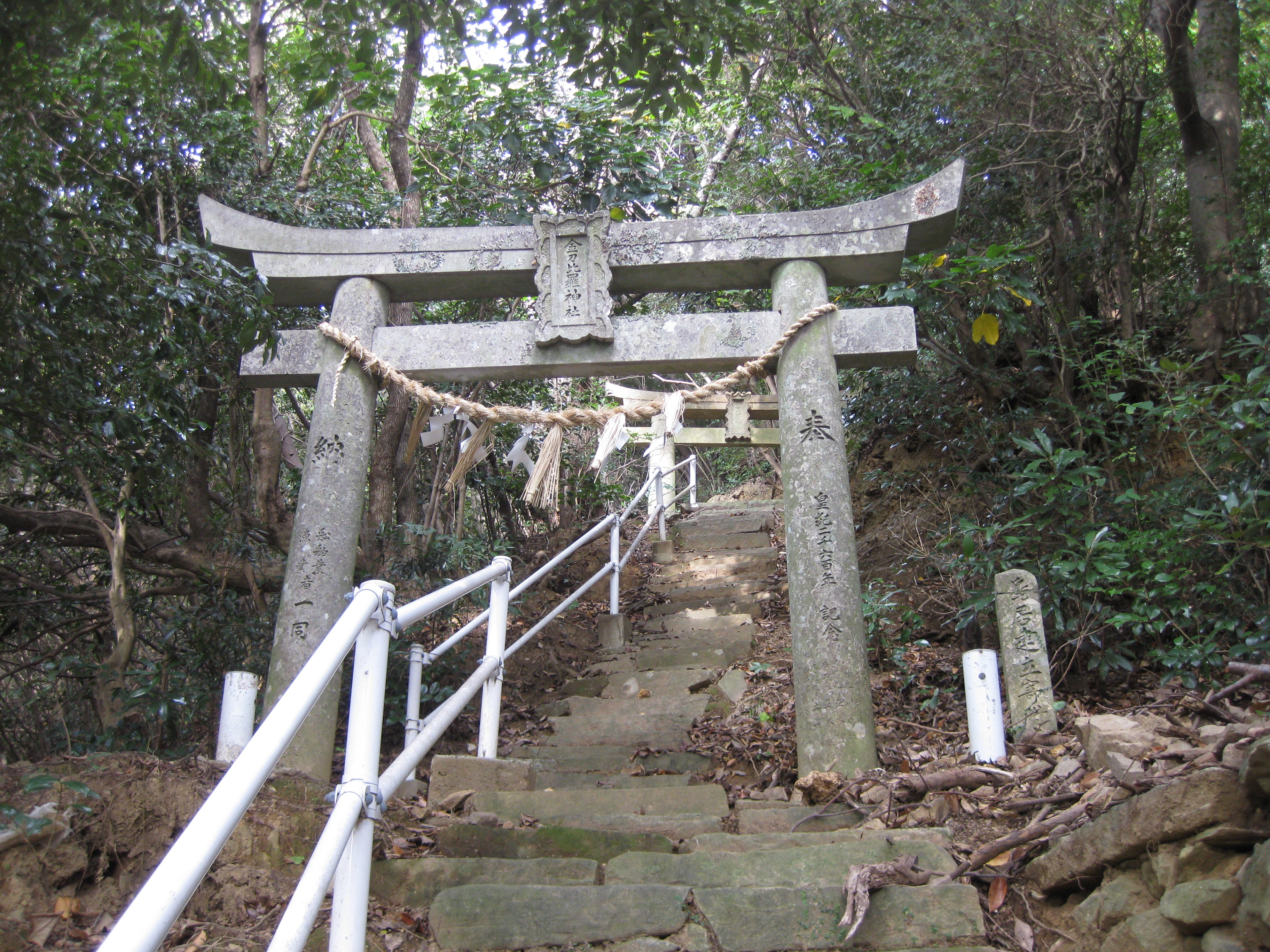
金刀比羅神社

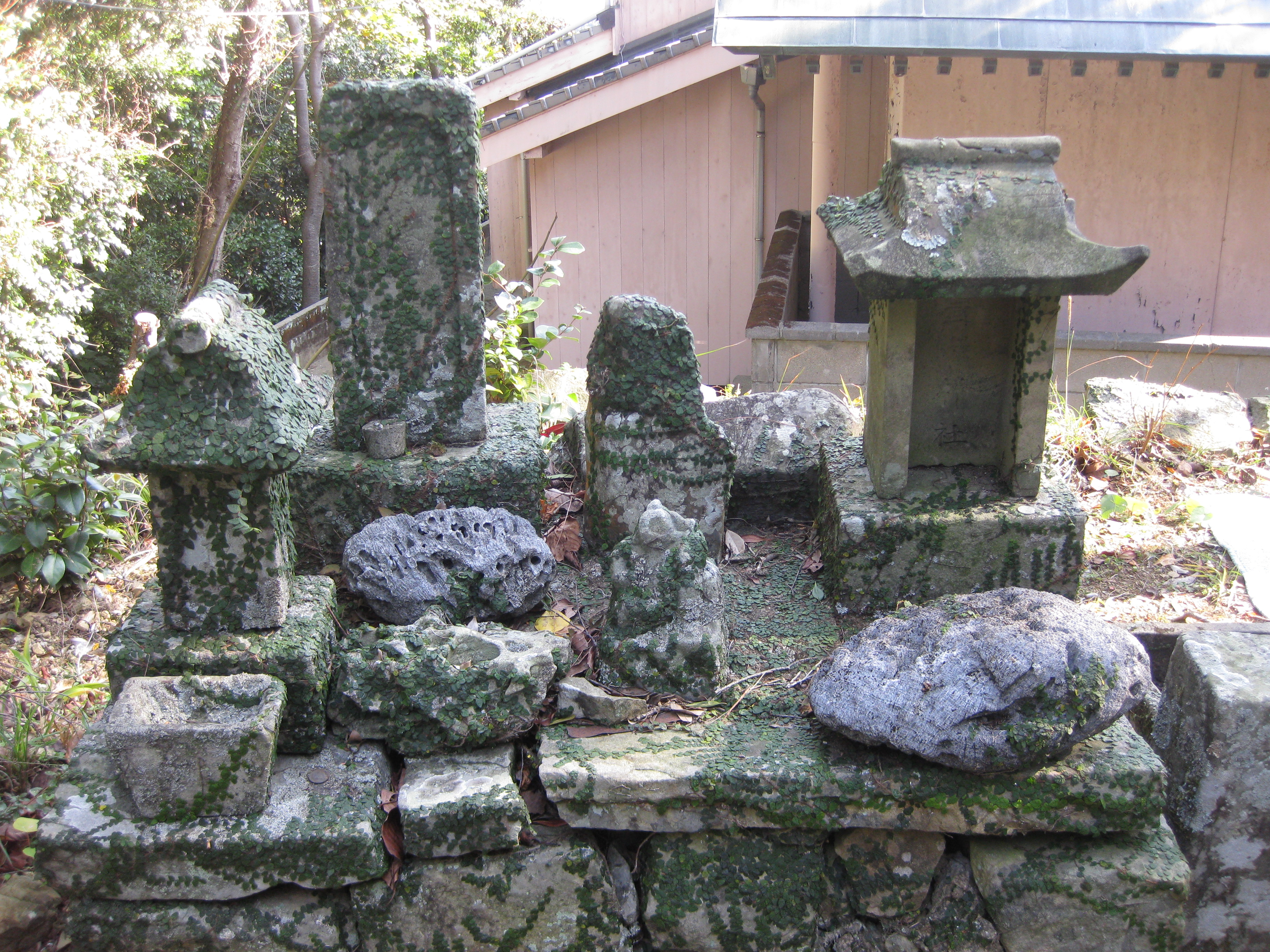
境内社・鎌倉神社

- 鎌倉神社

## その他の神社
その他の友住郷の神社に恵比須神社、行者山社がある。また、隣接する赤尾郷に孕神社が、江ノ浜郷に江ノ濱神社がある。

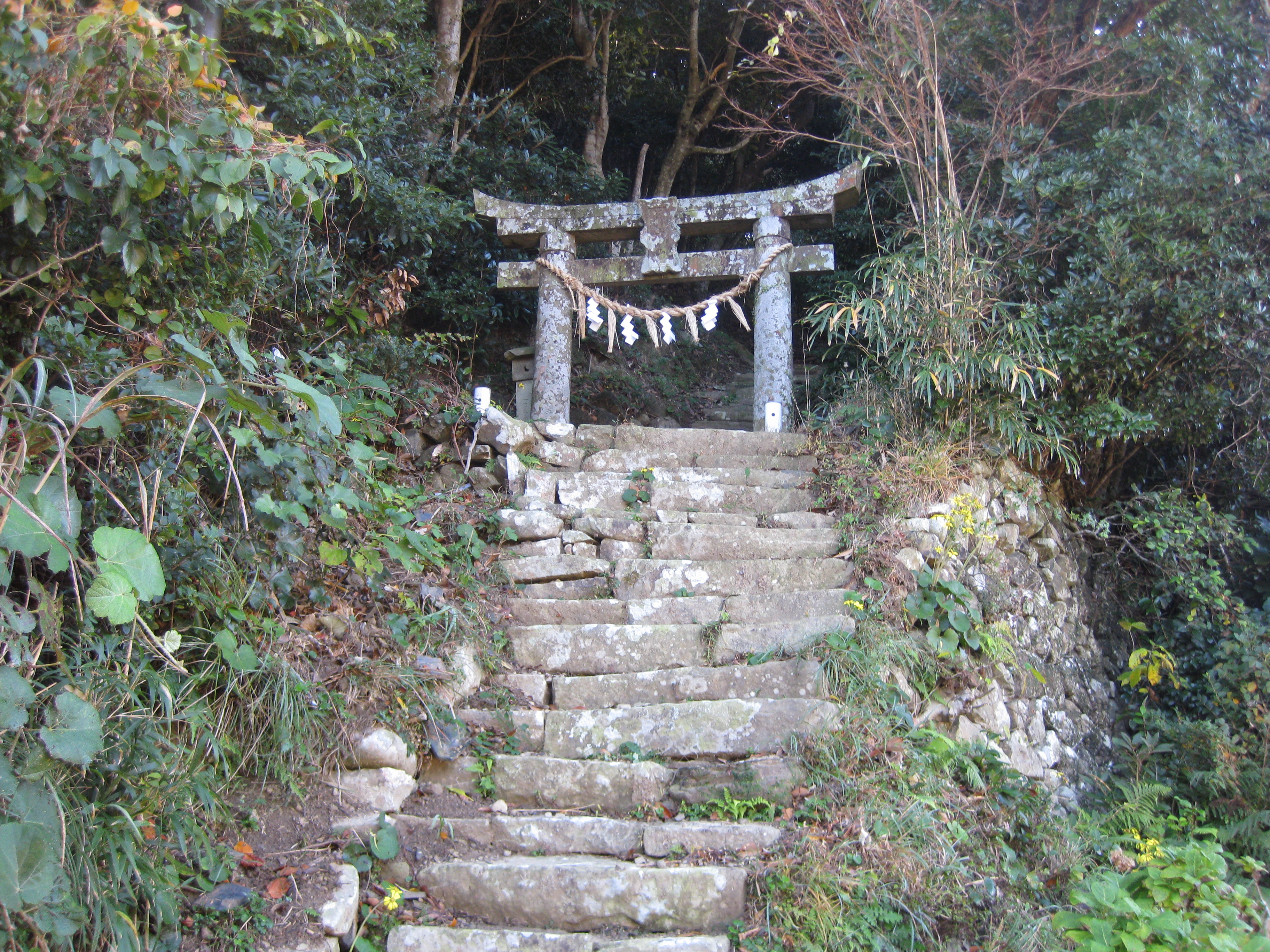
行者山社
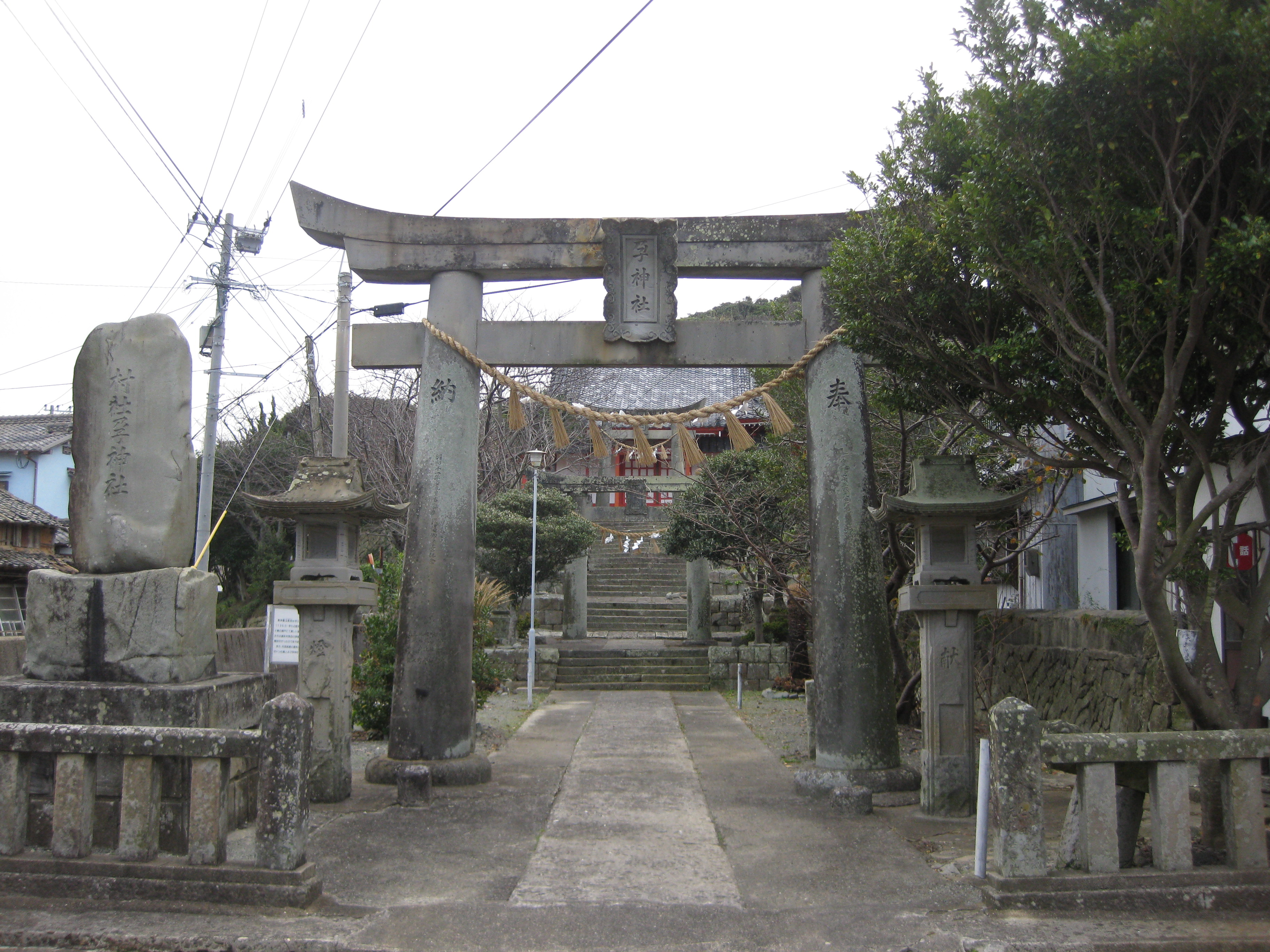
孕神社
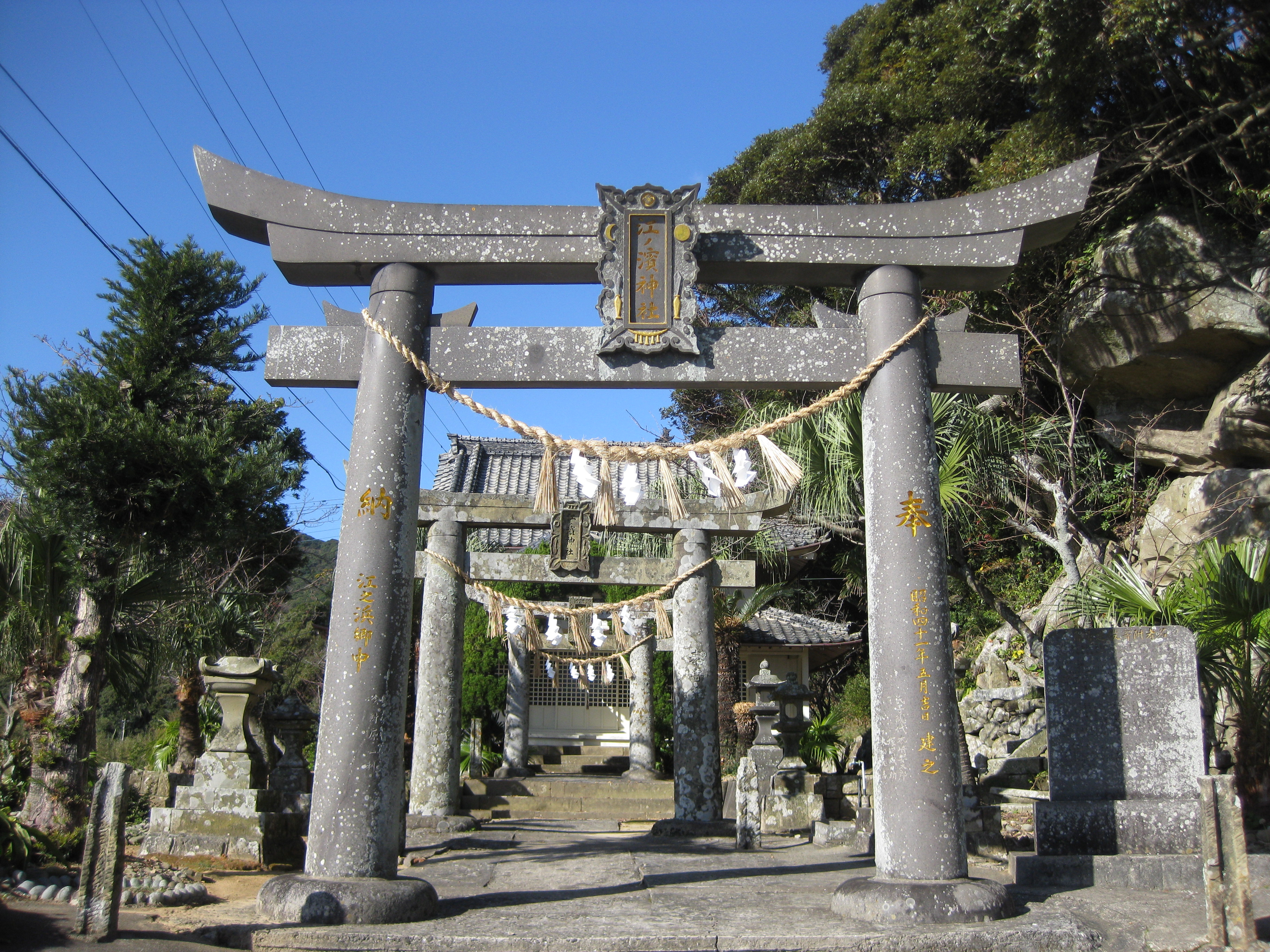
江ノ濱神社（江ノ浜郷）